# La Corde raide (film, 1984)
Cet article concerne le film de Richard Tuggle. Pour le film de Jean-Charles Dudrumet, voir La Corde raide.
Pour les articles homonymes, voir La Corde raide.
Pour plus de détails, voir Fiche technique et Distribution.
La Corde raide (Tightrope) est un film américain réalisé par Richard Tuggle et sorti en 1984.

## Synopsis
Wes Block est un inspecteur de la brigade criminelle de La Nouvelle-Orléans. Divorcé, il est le père de deux filles. Un maniaque assassine avec sadisme des prostituées, des filles supposées faciles en déjouant étrangement les pièges que lui tend la police. Wes va se retrouver dans une situation très inconfortable : alors qu'il mène l'enquête, il couche avec une prostituée et commence à s'initier à la pratique d'actes sexuels sadiques et masochistes. Le lendemain, il est appelé sur une scène de crime dont la victime n'est autre que la prostituée avec laquelle le policier a une relation. Wes va par ailleurs se lier avec Beryl Thibodeaux, présidente d'une association qui accueille des femmes dans le besoin. Celle-ci va l'aider à reconstituer le puzzle de sa personnalité.

## Fiche technique
- Titre original  : Tightrope
- Titre français et québécois : La Corde raide
- Réalisation et scénario : Richard Tuggle
- Musique : Lennie Niehaus
- Décors : Edward C. Carfagno
- Costumes : Glenn Wright
- Photographie : Bruce Surtees
- Montage : Joel Cox
- Production : Clint Eastwood et Fritz Manes
- Sociétés de production : The Malpaso Company et Warner Bros.
- Société de distribution : Warner Bros.
- Budget : n/a
- Pays de production :  États-Unis
- Langue originale : anglais
- Format : couleur - 1,85:1 - 35 mm
- Genre : policier, drame et thriller érotique
- Durée : 114 minutes
- Dates de sortie[1] :
  - États-Unis : 17 août 1984
  - France : 16 janvier 1985
- Classification[2] :
  - États-Unis : R
  - France : interdit aux moins de 12 ans
- Affiche : Bill Gold (États-Unis)

## Distribution
- Clint Eastwood (VF : Jean-Claude Michel) : le capitaine Wes Block
- Geneviève Bujold (VF : Anne Jolivet) : Beryl Thibodeaux
- Dan Hedaya (VF : Daniel Russo) : l'inspecteur Molinari
- Alison Eastwood (VF : Martine Reigner) : Amanda Block
- Jennifer Beck (VF : Sauvane Delanoë) : Penny Block
- Marco St. John (VF : Raoul Delfosse) : Leander Rolfe
- Rebecca Perle (VF : Céline Monsarrat) : Becky Jacklin
- Regina Richardson : Sarita
- Randi Brooks (VF : Annie Balestra) : Jamie Cory
- Jamie Rose (VF : Annie Balestra) : Melanie Silber
- Margaret Howell : Judy Harper
- Rebecca Clemons (VF : Anne Kerylen) : la fille au fouet
- Janet MacLachlan : Dr Yarlofsky
- Graham Paul : Luther
- Bill Holliday : le chef de la police

## Production
Le tournage a lieu à La Nouvelle-Orléans à l'automne 1983,. Bien que Richard Tuggle soit crédité comme réalisateur, Clint Eastwood aurait réalisé une grande partie du film car il trouvait qu'il travaillait trop lentement,.